# Docirava vastata
Docirava vastata là một loài bướm đêm trong họ Geometridae.